# Rina (luchadora)
Rina (en japonés: 吏南; Shimotsuke, Tochigi, Japón; 28 de diciembre de 2006) es una luchadora profesional japonesa que actualmente trabaja para la empresa World Wonder Ring Stardom.

## Carrera profesional

### World Wonder Ring Stardom (2017–presente)
Rina hizo su debut en la lucha libre profesional a la edad de 11 años en la segunda noche de Stardom Shining Stars el 11 de junio de 2017, donde se asoció con su hermana gemela Hina y empató ante su hermana mayor Hanan en una lucha de exhibición 2 contra 1.
Rina tuvo que buscar un nuevo bloque en Stardom Yokohama Cinderella 2020 el 3 de octubre de 2020, porque Tokyo Cyber Squad se disolvió después de que Natsuko Tora y Saki Kashima de Oedo Tai derrotaron a Jungle Kyona y Konami, en una lucha de bloques en la que el perdedor debía disolverse, debido a que Konami se convirtió en heel y atacó a Jungle Kyona en medio de la pelea para unirse a Oedo Tai. Rina, junto con los miembros restantes de Tokyo Cyber Squad, aceptaron invitaciones para unirse al stable Stars dirigido por Mayu Iwatani. Rina dejaría Stars tres semanas después, el 28 de octubre, para unirse a Oedo Tai.
El 4 de abril de 2021, en Stardom Yokohama Dream Cinderella 2021, Oedo Tai, compuesto por Rina, Natsuko Tora, Ruaka, Konami y Saki Kashima, derrotó a Stars, compuesto por Mayu Iwatani, Saya Iida, Starlight Kid, Hanan y Gokigen Death en una lucha de eliminación por equipos de diez mujeres, con la última persona eliminada obligada a unirse al grupo contrario, la cual fue Gokigen Death y tuvo que cambiar su nombre a Fukigen Death. Rina reemplazó a Saki Kashima en la primera ronda contra AZM, la cual derrotó, en la primera noche del Torneo Stardom Cinderella 2021 el 10 de abril. El 4 de julio, Rina, junto con Saki Kashima compitieron en una lucha por equipos Gauntlet ganada por el grupo de Konami y Fukigen Death en Yokohama Dream Cinderella 2021 en verano. Rina derrotó a Lady C y Waka Tsukiyama en el Stardom 10th Anniversary Grand Final Osaka Dream Cinderella el 9 de octubre. En la edición 2021 de Goddesses of Stardom Tag League, Rina formó el grupo «Water & Oil» (en español: Agua y Aceite) con Hanan y compitieron en el Red Goddess Block donde anotaron un total de dos puntos luego de enfrentarse a los equipos de FWC, compuesto por Hazuki y Koguma, AphrOditE, compuesto por Utami Hayashishita y Saya Kamitani, Himepoi '21, compuesto por Himeka y Natsupoi, Cosmic Angels, compuesto por Unagi Sayaka y Mai Sakurai, y otra subunidad de Oedo Tai, I love HigashiSpo! compuesto por Saki Kashima y Fukigen Death. Rina y Hanan participaron en una lucha de la Liga de Combates por Equipo de The Wars en Kawasaki Super Wars, el evento inaugural de la trilogía Stardom Super Wars, que tuvo lugar el 3 de noviembre. Fueron derrotados por Saki Kashima y Fukigen Death. En Tokyo Super Wars el 27 de noviembre, Rina, junto con Kashima y Death perdieron ante Mayu Iwatani, Hazuki y Hanan.
Rina luchó en una lucha Five-Ways el 29 de enero de 2022 en Stardom Nagoya Supreme Fight, contra tres de sus compañeras de Oedo Tai, Ruaka, Saki Kashima y Fukigen Death, así como contra la eventual ganadora Momo Kohgo del bloque Stars. Rina fue derrotada por Ami Sakurai y Waka Tsukiyama en una lucha Three-Way para determinar el contendiente número uno para el Campeonato Futuro de Stardom en Stardom Cinderella Journey el 23 de febrero. Rina desafió sin éxito a Hanan por el Campeonato Futuro de Stardom en la primera noche del Stardom World Climax 2022 el 26 de marzo. El 27 de marzo, en la segunda noche, compitió en una lucha Cinderella Rumble de 18 mujeres, la cual ganó Mei Suruga. El 3 de abril, Rina compitió en el Stardom Cinderella Tournament 2022, y fue derrotada en la primera ronda por Saya Iida. El 1 de mayo, Rina, Momo Watanabe y Saki Kashima derrotaron a Queen's Quest, que incluía a Lady C, Saya Kamitani y Utami Hayashishita, en el primer día del Golden Week Fight Tour 2022.

## Biografía
Rina tiene una hermana gemela, Hina, y una hermana mayor, Hanan, las tres son luchadoras profesionales que compiten en Stardom.